# Nickelodeon Kids' Choice Awards 2015
De Nickelodeon Kids' Choice Awards 2015 was de 28e editie van de jaarlijkse prijsuitreikingshow van de kinderzender Nickelodeon. De show vond plaats op 28 maart 2015 in The Forum in Inglewood, Californië en dat voor de eerste keer, voorgaande jaren werd het gehouden in het Pauley Pavilion. De show werd door Nick Jonas gepresenteerd, en hij is daarmee de jongste presentator van de KCA's ooit. In Nederland en België werd ingekorte versie van de show op 29 maart 2015 uitgezonden en gepresenteerd door Bart Boonstra en Iris Hesseling. Van 23 t/m 28 maart werd er in Nederland en België elke dag afgeteld naar de Kids' Choice Awards met een gast of stunt in de KCA Countdown. De show begint om 19:00 uur op Nickelodeon. Op 25 maart 2015 was er de Nederlandse KCA Pre-Party, waar de winnaar van de categorie Favoriete Ster: Nederland en België bekend werd gemaakt. De winnaar was B-Brave. Nick Jonas, Iggy Azalea, Jennifer Hudson en 5 Seconds of Summer traden op in de show.

## Na de show
Na de show van 2015 ging de nieuwe Nickelodeon hit-serie Bella en de Bulldogs in première.

## Categorieën
Nieuw dit jaar waren dat de categorieën met zes genomineerden bevatten in plaats van vier (behalve "Favoriete ster: Nederland/België", hier waren er wel vier genomineerden).
Winnaars zijn dikgedrukt.

### Televisie

#### Favoriete tv-show (kinderen)
- Austin & Ally (Winnaar)
- Dog with a Blog
- Every Witch Way
- Henry Danger
- Jessie
- Nicky, Ricky, Dicky & Dawn

#### Favoriete tv-show (familie)
- Agents of S.H.I.E.L.D.
- The Big Bang Theory
- The Flash
- Gotham
- Modern Family (Winnaar)
- Once Upon a Time

#### Favoriete televisieacteur
- Benjamin Flores jr.
- Charlie McDermott
- Grant Gustin
- Jack Griffo
- Jim Parsons
- Ross Lynch (Winnaar, derde keer op rij)

#### Favoriete televisieactrice
- Chloe Bennett
- Debby Ryan
- Jennifer Morrison
- Kaley Cuoco-Sweeting
- Kira Kosarin
- Laura Marano (Winnaar)

#### Favoriete cartoon
- Adventure Time
- The Fairly OddParents
- Phineas and Ferb
- SpongeBob SquarePants (Winnaar, zevende keer op rij)
- Teenage Mutant Ninja Turtles
- Teen Titans Go!

#### Favoriete realityshow
- American Ninja Warrior
- Cupcake Wars
- Dance Moms (Winnaar)
- Masterchef Junior
- Shark Tank
- Wipeout

#### Favoriete talentenjacht
- America's Got Talent
- America's Next Top Model
- American Idol
- Dancing with the Stars
- So You Think You Can Dance
- The Voice (Winnaar)

### Film

#### Favoriete film
- The Amazing Spider-Man 2
- Guardians of the Galaxy
- The Hunger Games: Mockingjay - Part 1 (Winnaar)
- Maleficent
- Teenage Mutant Ninja Turtles
- Transformers: Age of Extinction

#### Favoriete filmacteur
- Ben Stiller (Winnaar)
- Hugh Jackman
- Jamie Foxx
- Mark Wahlberg
- Steve Carell
- Will Arnett

#### Favoriete filmactrice
- Angelina Jolie
- Cameron Diaz
- Elle Fanning
- Emma Stone (Winnaar)
- Jennifer Garner
- Megan Fox

#### Favoriete geanimeerde film
- Big Hero 6 (Winnaar)
- How to Train Your Dragon 2
- The Lego Movie
- Penguins of Madagascar
- Rio 2
- The SpongeBob Movie: Sponge Out of Water

#### Favoriete mannelijke actiester
- Andrew Garfield
- Channing Tatum
- Chris Evans
- Chris Pratt
- Hugh Jackman
- Liam Hemsworth (Winnaar)

#### Favoriete vrouwelijke actiester
- Ellen Page
- Evangeline Lilly
- Halle Berry
- Jennifer Lawrence (Winnaar)
- Scarlett Johansson
- Zoë Saldana

#### Favoriete schurk
- Angelina Jolie (Winnaar)
- Cameron Diaz
- Donald Sutherland
- Jamie Foxx
- Lee Pace
- Meryl Streep

### Muziek

#### Favoriete band
- Coldplay
- Fall Out Boy
- Imagine Dragons
- Maroon 5
- One Direction (Winnaar, derde keer op rij)
- OneRepublic

#### Favoriete zanger
- Blake Shelton
- Bruno Mars
- Justin Timberlake
- Nick Jonas (Winnaar)
- Pharrell Williams
- Sam Smith

#### Favoriete zangeres
- Ariana Grande
- Beyoncé
- Katy Perry
- Nicki Minaj
- Selena Gomez (winnaar, tweede keer op rij)
- Taylor Swift

#### Favoriete nummer
- "All About That Bass" door Meghan Trainor
- "Bang Bang" door Jessie J, Ariana Grande & Nicki Minaj (Winnaar)
- "Dark Horse" door Katy Perry
- "Fancy" door Iggy Azalea ft. Charli XCX
- "Problem" door Ariana Grande ft. Iggy Azalea
- "Shake It Off" door Taylor Swift

#### Favoriete nieuwe artiest
- 5 Seconds of Summer
- Echosmith
- Fifth Harmony (Winnaar)
- Iggy Azalea
- Jessie J
- Meghan Trainor

### Overige categorieën

#### Favoriete game
- Angry Birds Transformers
- Candy Crush Saga
- Disney Infinity 2.0
- Mario Kart 8
- Minecraft (Winnaar)
- Skylanders: Trap Team

#### Favoriete boek
- Diary of a Wimpy Kid (Winnaar)
- Divergent
- Heroes of Olympus book
- Percy Jackson's Greek Gods
- The Fault in our Stars
- The Maze Runner

#### Favoriete ster: Nederland/België
- MainStreet
- Hardwell
- Ian Thomas
- B-Brave (Winnaar, tweede keer op rij)

The Big Ballot · 1988 · 1989 · 1990 · 1991 · 1992 · 1993 · 1994 · 1995 · 1996 · 1997 · 1998 · 1999 · 2000 · 2001 · 2002 · 2002 · 2003 · 2004 · 2005 · 2006 · 2007 · 2008 · 2009 · 2010 · 2011 · 2012 · 2013 · 2014 · 2015 · 2016 · 2017